# ميثيل حلقي الهكسان
ميثيل حلقي الهكسان هو مركب عضوي صيغته C7H14، ويوجد على شكل سائل عديم اللون.
يعد هذا المركب مشتقاً من مركب حلقي الهكسان، حيث يكون مستبدلاً بمجموعة ميثيل.

## الوفرة والتحضير
يوجد ميثيل حلقي الهكسان في النفط، ويمكن الحصول عليه بشكل من هدرجة التولوين

## الاستخدامات
يستخدم ميثيل حلقي الهكسان في إنتاج التولوين بتفاعل نزع هيدروجين، وبذلك يتم الحصول على مركب يمكن من خلاله رفع رقم أوكتان الوقود.
يتم هذا التفاعل في معامل الصناعات النفطية باستخدام حفاز من البلاتين.
يدخل ميثيل حلقي الهكسان أيضاً في تركيب وقود النفاثات.